# Неассоциативное кольцо
Неассоциативное кольцо (не обязательно ассоциативное кольцо) — общеалгебраическая структура, обобщение понятия кольца, определяется сходным с кольцом образом, но при этом не требуется ассоциативность умножения. Иногда под «кольцом» понимается это его обобщение, но большинство источников по алгебре включают в определение термина «кольцо» условие ассоциативности умножения.

## Определение
Неассоциативное кольцо — множество {\displaystyle R}, на котором заданы две бинарные операции: {\displaystyle +} и {\displaystyle \times } (называемые сложением и умножением), со следующими свойствами, выполняющимися для любых {\displaystyle a,b,c\in R}:
1. {\displaystyle a+b=b+a} — коммутативность сложения;
2. {\displaystyle a+(b+c)=(a+b)+c} — ассоциативность сложения;
3. {\displaystyle \exists 0\in R\ \left(a+0=0+a=a\right)} — существование нейтрального элемента относительно сложения;
4. {\displaystyle \forall a\in R\;\exists b\in R\left(a+b=b+a=0\right)} — существование противоположного элемента относительно сложения;
5. {\displaystyle \left\{{\begin{matrix}a\times (b+c)=a\times b+a\times c\\(b+c)\times a=b\times a+c\times a\end{matrix}}\right.} — дистрибутивность.

Иными словами, неассоциативное кольцо — это универсальная алгебра {\displaystyle \langle R,+,\times ,0\rangle }, такая что алгебра {\displaystyle \langle R,+\rangle } — абелева группа, и операция {\displaystyle \times } дистрибутивна слева и справа относительно {\displaystyle +}.
Кольцо, в котором операция умножения обладает свойством альтернативности, называется альтернативным.

## Свойства
Даже если кольцо имеет единицу, не работает привычное понятие обратимого элемента: обратный может существовать с одной стороны и отсутствовать с другой, могут существовать с обеих сторон но быть разными, или существовать различные односторонние обратные к одному элементу. Также, наличие каких-либо обратных не гарантирует, что элемент не делит нуль, и не сохраняется при перемножении.
Аналогично обычным кольцам, неассоциативное кольцо можно рассмотреть как неассоциативную алгебру над кольцом целых чисел.

## Примеры
Алгебры (не обязательно ассоциативные) над полем или над кольцом являются неассоциативными кольцами. 
Неассоциативными кольцами являются алгебры Ли и йордановы алгебры (с учётом определения как алгебр над кольцом целых чисел).
Полуполе — структура с делением, в которой ненулевые элементы которой образуют квазигруппу по умножению, также является неассоциативным кольцом.